# Gora Mushketova
Gora Mushketova är ett berg i Antarktis. Det ligger i Östantarktis. Australien gör anspråk på området. Toppen på Gora Mushketova är 201 meter över havet.
Terrängen runt Gora Mushketova är kuperad åt sydost, men åt nordväst är den platt.  Trakten är obefolkad. Det finns inga samhällen i närheten.